# Rudolph Lewis
Rudolph Lewis (n. 12 iulie 1887, Waterberg Plateau Park⁠(d), Namibia – d. 29 octombrie 1933, Pretoria, Africa de Sud) a fost un ciclist de performanță ce a reprezentat Africa de Sud, medaliat olimpic. A participat la o ediție a Jocurilor Olimpice (1912) în care a câștigat o medalie de aur.

## Participări
Lista de mai jos prezintă principalele competiții la care a participat Rudolph Lewis de-a lungul carierei.
- cycling at the 1912 Summer Olympics – men's individual time trial[*]